# Learning Management System
Learning Management System je systém pro řízení výuky, tedy aplikace řešící administrativu a organizaci výuky.
Aplikace, které v sobě integrují zpravidla nejrůznější on-line nástroje pro komunikaci a řízení studia (nástěnka, diskusní fórum, chat, tabule, evidence ad.) a zároveň zpřístupňují studentům učební materiály či výukový obsah on-line nebo i off-line. LMS aplikací je řada – od těch jednoduchých přes nejrůznější LMS z akademické sféry až po rozsáhlé a složité komerční aplikace (Adobe Connect, Fronter, Blackboard, iTutor, EXPINED). Řada LMS je šířených i jako free nebo open source software (například Moodle nebo v Česku vyvíjená iTřída).
Zajímavou alternativou serverově orientovaných LMS jsou i P2P e-learningové aplikace.
Za běžné funkce systémů řízeného vzdělávání můžeme považovat následující moduly:
- Evidence a správa žáků
- Evidence a správa kurzů
- Katalog výukových kurzů a objektů
- Správa studijních plánů
- Evidence hodnocení žáků
- Testování a přezkušování žáků
- Správa přístupových práv
- Komunikační nástroje
- Autorské nástroje k vytváření výukových kurzů a objektů
- Úložiště výukového obsahu

Pro všechny tyto funkce je důležitý požadavek na jejich přenositelnost a standardizaci. LMS by měl být otevřený a schopný například snadno a rychle začlenit výukový obsah, vytvořený například před zavedením LMS. Mezi standardizované formáty výukových jednotek patří např. SCORM, AICC, IMSCC, IEEE a Ariadne.